# 5047 Zanda
5047 Zanda este un asteroid din centura principală de asteroizi.

## Descriere
5047 Zanda este un asteroid din centura principală de asteroizi. A fost descoperit pe 2 martie 1981 la Siding Spring de Schelte J. Bus. Asteroidul prezintă o orbită caracterizată de o semiaxă mare de 2,53 ua, o excentricitate de 0,14 și o înclinație de 5,5° în raport cu ecliptica.